# گوستاوو آلفارو
گوستاوو آلفارو (انگلیسی: Gustavo Alfaro؛ زادهٔ ۱۴ اوت ۱۹۶۲) بازیکن فوتبال و مربی فوتبال اهل آرژانتین است.
وی به عنوان سرمربی در سال ۲۰۰۷ تیم فوتبال آرسنال ساراندی را قهرمان جام سودامریکانا کرد.
او سرمربی سابق تیم ملی اکوادر بود 
و پس از جام جهانی ۲۰۲۲ قطر با توافق صورت گرفته توسط فدراسیون این کشور از این تیم جدا شد